# Sophronica aureovittata
Sophronica aureovittata är en skalbaggsart som beskrevs av Aurivillius 1907. Sophronica aureovittata ingår i släktet Sophronica och familjen långhorningar. Inga underarter finns listade i Catalogue of Life.